# Krumbek
Die Krumbek („krummer Bach“) ist ein kleiner Bach in Ellerau im südlichen Schleswig-Holstein. 
Die Krumbek entspringt im Osten Elleraus und mündet westlich des Ortes in die Gronau. Sie ist etwa zwei Kilometer lang und hat keine Nebenflüsse.
Der Bach ist im Ortskern von Ellerau zu mehreren Teichen gestaut und bildet den Kern eines kleinen Parks. Die Krumbek gilt als ‚Hausfluss‘ Elleraus und taucht in etlichen Namen örtlicher Unternehmen oder Vereinigungen auf.
Die Krumbek ist an sich nicht schiffbar. Auf den Teichen können allerdings Ruderboote fahren.